# بيدرو خوسيه كالديرون
بيدرو خوسيه كالديرون (بالإسبانية: Pedro José Calderón)‏ هو دبلوماسي ومحامي وسياسي بيروفي، ولد في 1832 م، وتوفي في 1885م في ليما في بيرو.